# Boronia dichotoma
Boronia dichotoma är en vinruteväxtart som beskrevs av Lindley. Boronia dichotoma ingår i släktet Boronia och familjen vinruteväxter. Inga underarter finns listade i Catalogue of Life.